# Anacroneuria minuta
Anacroneuria minuta és una espècie d'insecte plecòpter pertanyent a la família dels pèrlids.
Tot el cap i el tòrax és de color groc, llevat dels cercles negres que té al voltant dels ocels.
En el seu estadi immadur és aquàtic i viu a l'aigua dolça, mentre que com a adult és terrestre i volador.
Es troba a Sud-amèrica: la conca del riu Amazones a Pará (el Brasil).